# Nuncq-Hautecôte
Nuncq-Hautecôte è un comune francese di 400 abitanti situato nel dipartimento del Passo di Calais nella regione dell'Alta Francia.

## Società

### Evoluzione demografica
Abitanti censiti